# Gare de Mersch
La gare de Mersch est une gare ferroviaire luxembourgeoise de la ligne 1, de Luxembourg à Troisvierges-frontière, située près du centre-ville de Mersch sur le territoire de la commune du même nom, dans le canton de Mersch.
Elle est mise en service en 1862 par la Compagnie des chemins de fer de l'Est, l'exploitant des lignes de la Société royale grand-ducale des chemins de fer Guillaume-Luxembourg. C'est une gare de la Société nationale des chemins de fer luxembourgeois (CFL).

## Situation ferroviaire
Établie à 223 mètres d'altitude, la gare de Mersch est située au point kilométrique (PK) 34,735 de la ligne 1 de Luxembourg à Troisvierges-frontière, entre les gares de Lintgen et Cruchten.

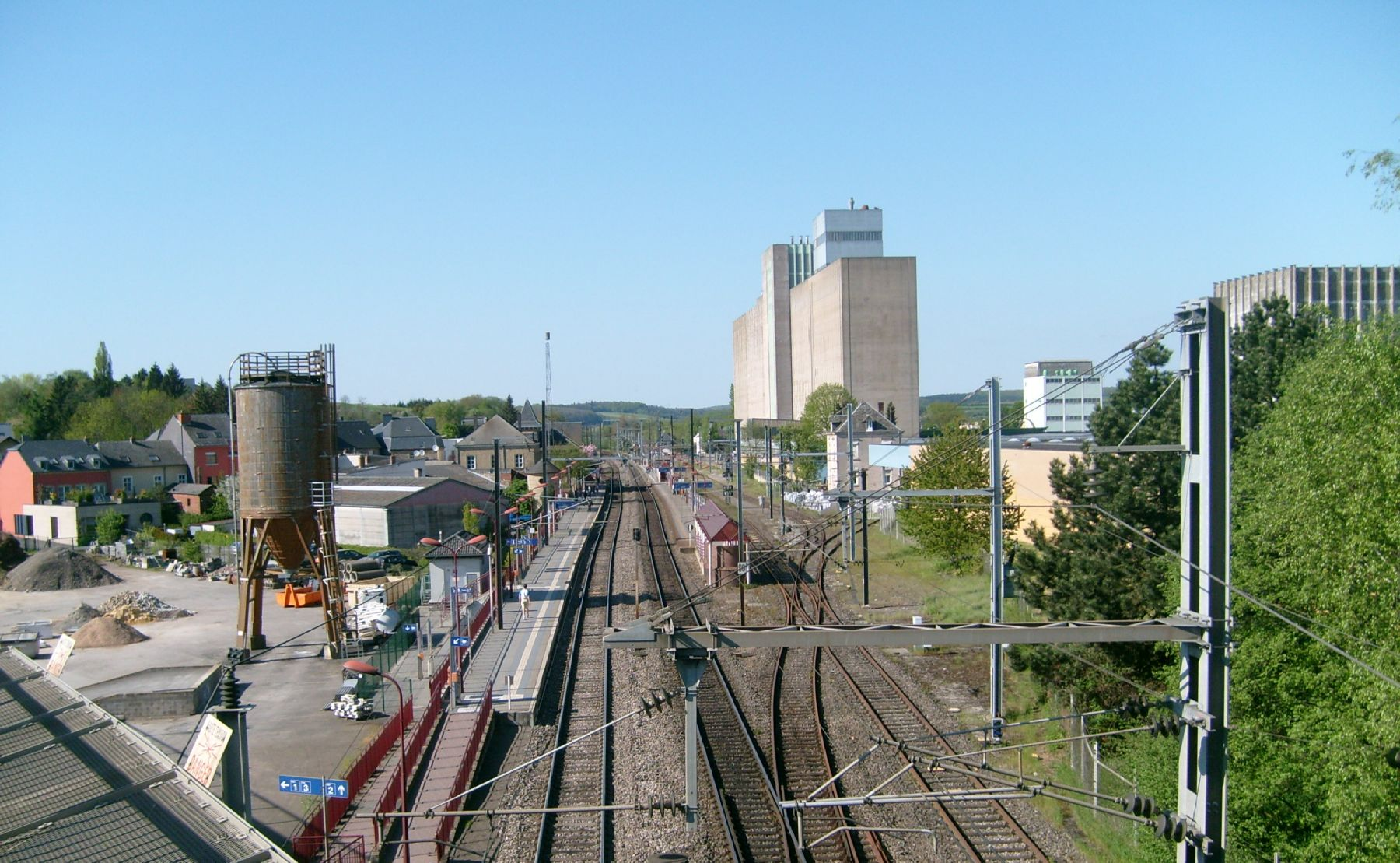
intérieur de la gare.

## Histoire
La station de Mersch est mise en service par la Compagnie des chemins de fer de l'Est, l'exploitant des lignes de la Société royale grand-ducale des chemins de fer Guillaume-Luxembourg, lors de l'ouverture à l'exploitation de la section de Luxembourg à Ettelbruck le 21 juillet 1862,. Qualifié de gros bourg, Mersch qui compte alors 2 500 habitants était à l'époque la cinquième station de la ligne.

## Service des voyageurs

### Accueil
Gare CFL, elle dispose d'un bâtiment voyageurs, avec guichet d'information et salle d'attente. Des services sont proposés, notamment l'enregistrement des bagages et un guichet des objets trouvés. La gare abrite également un buffet, une boutique de presse et un tabac. Elle est équipée d'un automate pour l'achat de titres de transport. Un souterrain équipé d'ascenseurs permet la traversée des voies et le passage d'un quai à l'autre. La gare de Mersch est une des premières gares de la ligne du Nord disposant d'aménagements pour les personnes à mobilité réduite.
Le guichet de vente de la gare est fermé depuis le 1er mars 2020 dans le cadre de l’application de la gratuité des transports luxembourgeois (hors 1re classe et trains transfrontaliers).

### Desserte
Mersch est desservie par des trains InterCity (IC), Regional-Express (RE) et Regionalbunn (RB) qui exécutent les relations suivantes, :
- Luxembourg - Ettelbruck - Diekirch - Troisvierges (- Gouvy - Liège-Guillemins - Liers pour les trains IC) ;
- Troisvierges - Luxembourg - Rodange.

### Intermodalité
Un parc pour les vélos (5 places) et un parking pour les véhicules (272 places) y sont aménagés. La gare possède un parking à vélo sécurisé mBox de 32 places,. La gare est desservie par de nombreuses lignes du Régime général des transports routiers : 110, 111, 112, 119, 231, 232, 233, 824, 921, 931, 932, 933, 934, 936 et 937 et, la nuit, par la ligne Late Night Bus Mersch du service « Nightbus ».
Une station du service d'autopartage Flex y est implantée.